# Andelfingen (district)
Andelfingen is een landelijk district in het noordoosten van het kanton Zürich. De hoofdplaats is Andelfingen. Het district omvat de volgende gemeenten:
| Wapenschild             | Postcode en gemeentenaam  | Inwoners (2002) | Oppervlakte (km²) | Gemeentenummer |
| ----------------------- | ------------------------- | --------------- | ----------------- | -------------- |
| Adlikon bei Andelfingen | 8452 Adlikon              | 599             | 6,71              | 0021           |
| Andelfingen             | 8450 Andelfingen          | 1653            | 6,65              | 0030           |
| Benken                  | 8463 Benken               | 732             | 5,67              | 0022           |
| Berg am Irchel          | 8415 Berg am Irchel       | 585             | 7,06              | 0023           |
| Buch am Irchel          | 8414 Buch am Irchel       | 760             | 10,26             | 0024           |
| Dachsen                 | 8447 Dachsen              | 1624            | 2,69              | 0025           |
| Dorf                    | 8458 Dorf                 | 603             | 5,55              | 0026           |
| Feuerthalen             | 8245 Feuerthalen          | 3006            | 2,49              | 0027           |
| Flaach                  | 8416 Flaach               | 1169            | 10,16             | 0028           |
| Flurlingen              | 8247 Flurlingen           | 1368            | 2,40              | 0029           |
| Henggart                | 8444 Henggart             | 1718            | 3,01              | 0031           |
| Humlikon                | 8457 Humlikon             | 430             | 3,70              | 0032           |
| Kleinandelfingen        | 8451 Kleinandelfingen     | 1786            | 10,36             | 0033           |
| Laufen-Uhwiesen         | 8248 Laufen-Uhwiesen      | 1398            | 6,27              | 0034           |
| Marthalen               | 8460 Marthalen            | 1796            | 14,11             | 0035           |
| Oberstammheim           | 8477 Oberstammheim        | 1069            | 9,36              | 0036           |
| Ossingen                | 8475 Ossingen             | 1270            | 13,07             | 0037           |
| Rheinau                 | 8462 Rheinau              | 1315            | 8,96              | 0038           |
| Thalheim an der Thur    | 8478 Thalheim an der Thur | 663             | 6,44              | 0039           |
| Trüllikon               | 8466 Trüllikon            | 992             | 9,52              | 0040           |
| Truttikon               | 8467 Truttikon            | 447             | 4,42              | 0041           |
| Unterstammheim          | 8476 Unterstammheim       | 872             | 7,32              | 0042           |
| Volken                  | 8459 Volken               | 273             | 3,21              | 0043           |
| Waltalingen             | 8468 Waltalingen          | 678             | 7,25              | 0044           |

Affoltern · Andelfingen · Bülach · Dielsdorf · Dietikon · Hinwil · Horgen · Meilen · Pfäffikon · Uster · Winterthur · Zürich